# Alfred Saker

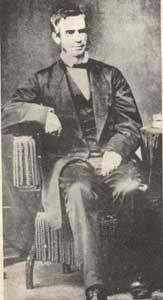
Alfred Saker

Alfred Saker (Wrotham, Kent, 21 juli 1814 - Peckham, 12 maart 1880) was een Brits zendeling. Hij heeft de stad Victoria, sinds 1982 Limbe, in 1858 gesticht. Hij vertaalde tussen 1862 en 1872 de Bijbel in het Douala.

## Leven en werk van Alfred Saker

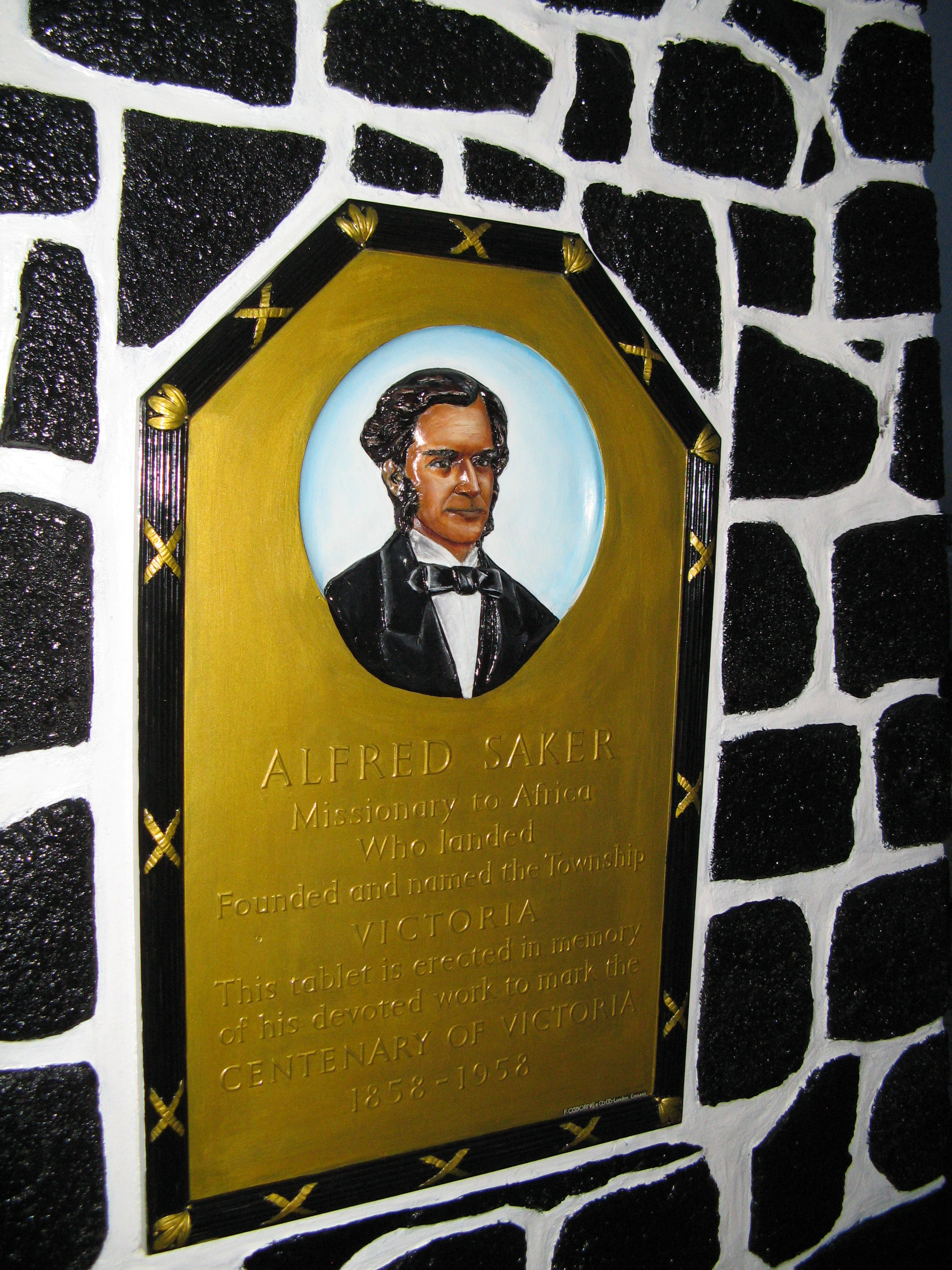
Plaquette van Alfred Saker in Limbé, Kameroen.

Vlak bij het strand van Limbé in Kameroen staat een gedenkteken. Op de plaquette staat de naam en een afbeelding van Alfred Saker en de inscriptie:
Alfred Saker, Missionary to Africa, who landed, founded and named the Township Victoria. Tablet erected in memory of his devoted work to mark the Centenary of Victoria, 1858-1958

### Van Jamaica naar Kameroen
In Jamaica was een einde gekomen aan de slavernij. Een aantal ex-slaven die christen waren geworden, gingen het evangelie brengen naar het gebied waar zij vandaan gekomen waren. Zo begon de Jamaican Baptist Missionary Society in 1843 haar werk aan de kust van Kameroen.

### Bijbelvertalen en handel
Alfred Saker werd door mensen uit Jamaica gevraagd om te komen helpen in Kameroen. Hij arriveerde in 1845 in Douala, aan de monding van de Wouri rivier. Twee jaar later zag hij dat de Jamaicaan Joseph Merrick al een vertaling van het evangelie naar Matteüs had vertaald in de Isubu-taal. Een jaar later kwam Saker zelf met een vertaling in het verwante Douala. In 1872 had hij de hele Bijbel in deze taal vertaald en gedrukt op zijn eigen pers, 200 exemplaren. In de tussentijd had Saker in 1858 een Europese nederzetting gevestigd met de naam Victoria. De protestantse zendelingen waren gedwongen te vertrekken van het rooms-katholieke Spaanse eiland Fernando Po en konden nu gezamenlijk optrekken met Saker vanuit deze nederzetting.

### Samenwerking

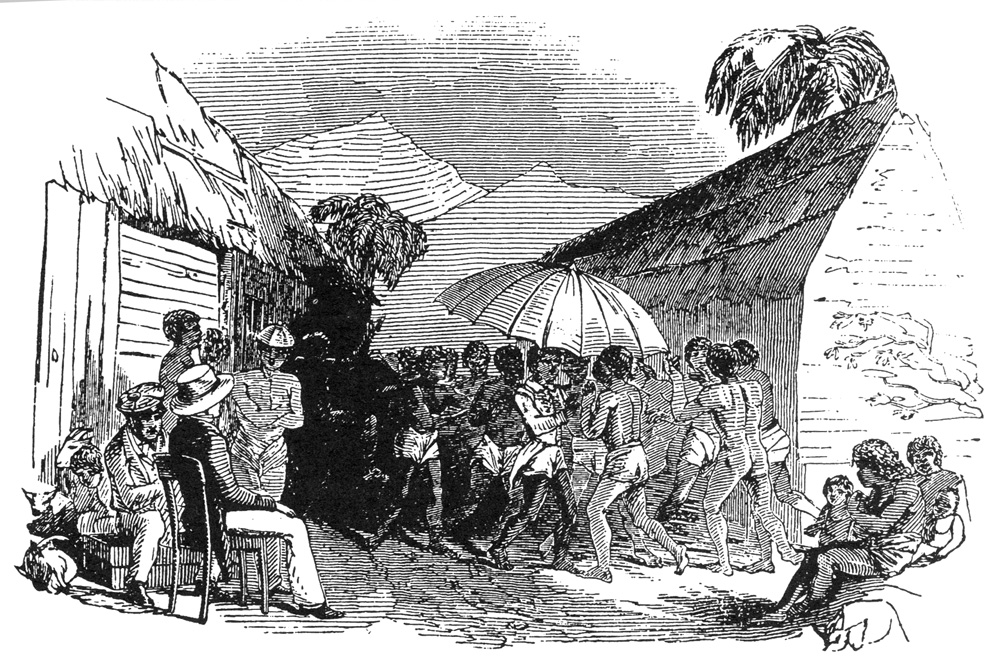
Joseph Merrick bij een Isubu-begrafenis bij Limbé, Kameroen (1845).

Een van de boeiende zaken in het werk van Saker was de samenwerking met mensen uit Jamaica. Joseph Merrick kan gezien worden als de pionier van het werk in Kameroen. Hij had een talent voor het leren van de talen en binnen korte tijd preekte hij in het Isubu en het Douala. Hij overleed op weg naar Jamaica in het jaar 1849. 

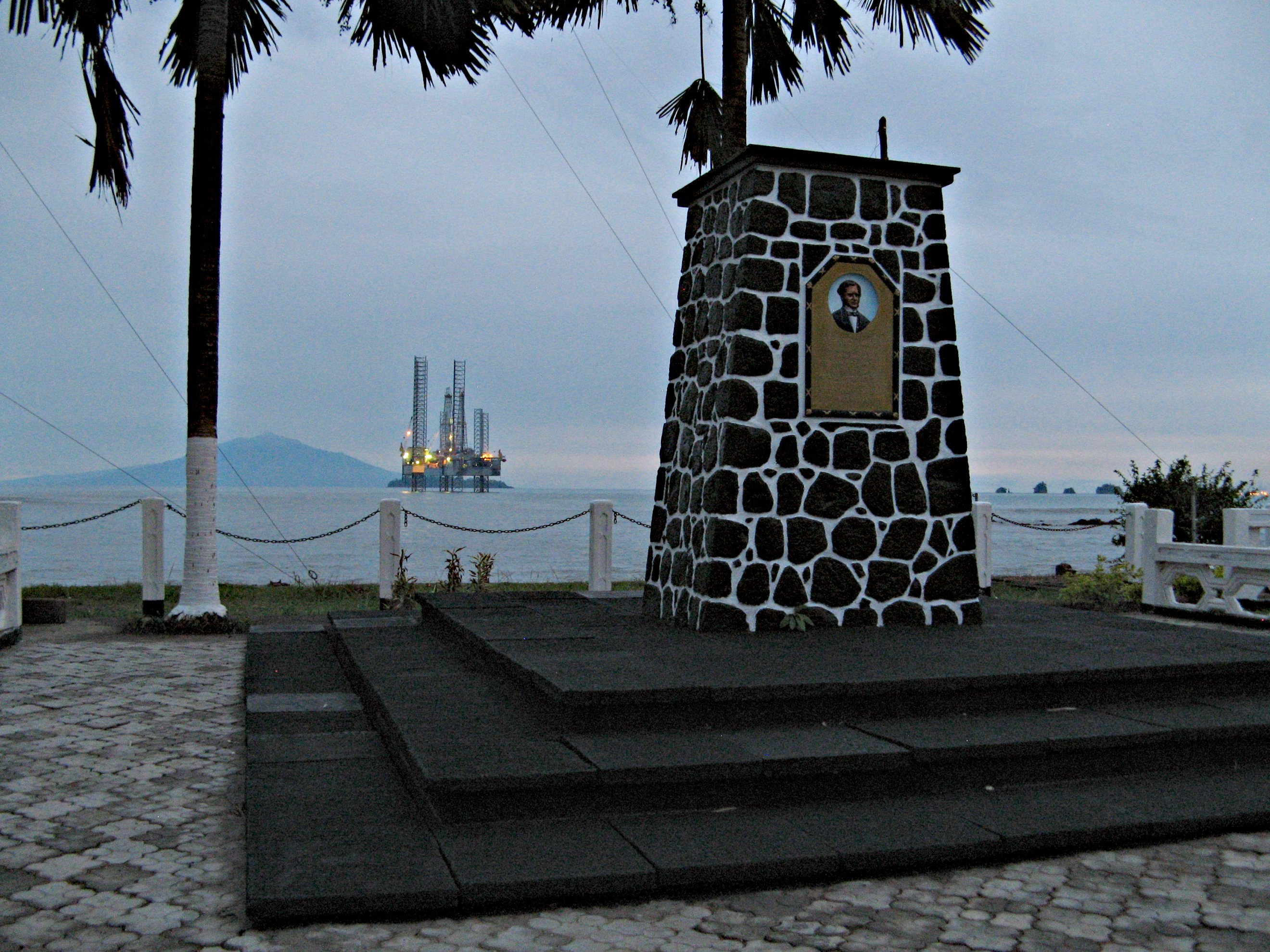
Alfred Saker richtte de nederzetting in 1858 op, wat gezien wordt als de stichting van de stad Victoria. Limbé in 1982.

### Spanningen
Een andere Jamaicaan was Rev. Joseph Jackson Fuller (1825-1908), als slaaf geboren op Jamaica. In 1850 werd hij aangenomen als zendeling en acht jaar later werd hij predikant. Fuller schreef al in de periode op Fernando Po over onderlinge spanningen tussen de blanken uit Engeland en de oud-slaven uit Jamaica.
Dat liet zich zien in een paternalistische houding en een zekere mate van culturele verhevenheid. Fuller verzette veel werk in het onderwijs, gaf leiding aan de drukkerij en voerde onderhandelingen met de plaatselijke koning. Ook vertaalde hij het boek Pilgrims Progress in het Douala. Hij verliet Kameroen in 1888 en tot aan zijn dood woonde hij in Engeland.

### Verschillen
Hoewel al de zendelingen door de Baptist Missionary Society in theorie gelijkwaardig waren, bleken er toch verschillen te zijn. Dat bleek bijvoorbeeld in het salaris: in 1863 ontving Saker 250 pond, Fuller 125 pond en ds. Johnson, de eerste dopeling van Saker, 100 pond.
Er kwamen klachten over het optreden van Saker van de kant van lokale gelovigen, maar ook een Schotse zendeling protesteerde tegen zijn optreden. Na onderzoek sprak de zendingsorganisatie Saker vrij, maar wees Saker er wel op dat hij zijn behandeling van de lokale gelovigen diende te veranderen. De Schotse zendeling werd ontslagen. Deze was van mening dat de drie prestaties van Saker - Bijbelvertaalwerk, de drukkerij en de stichting van Victoria - voornamelijk te danken waren geweest aan Merrick en Fuller.

### Minder zwart-wit

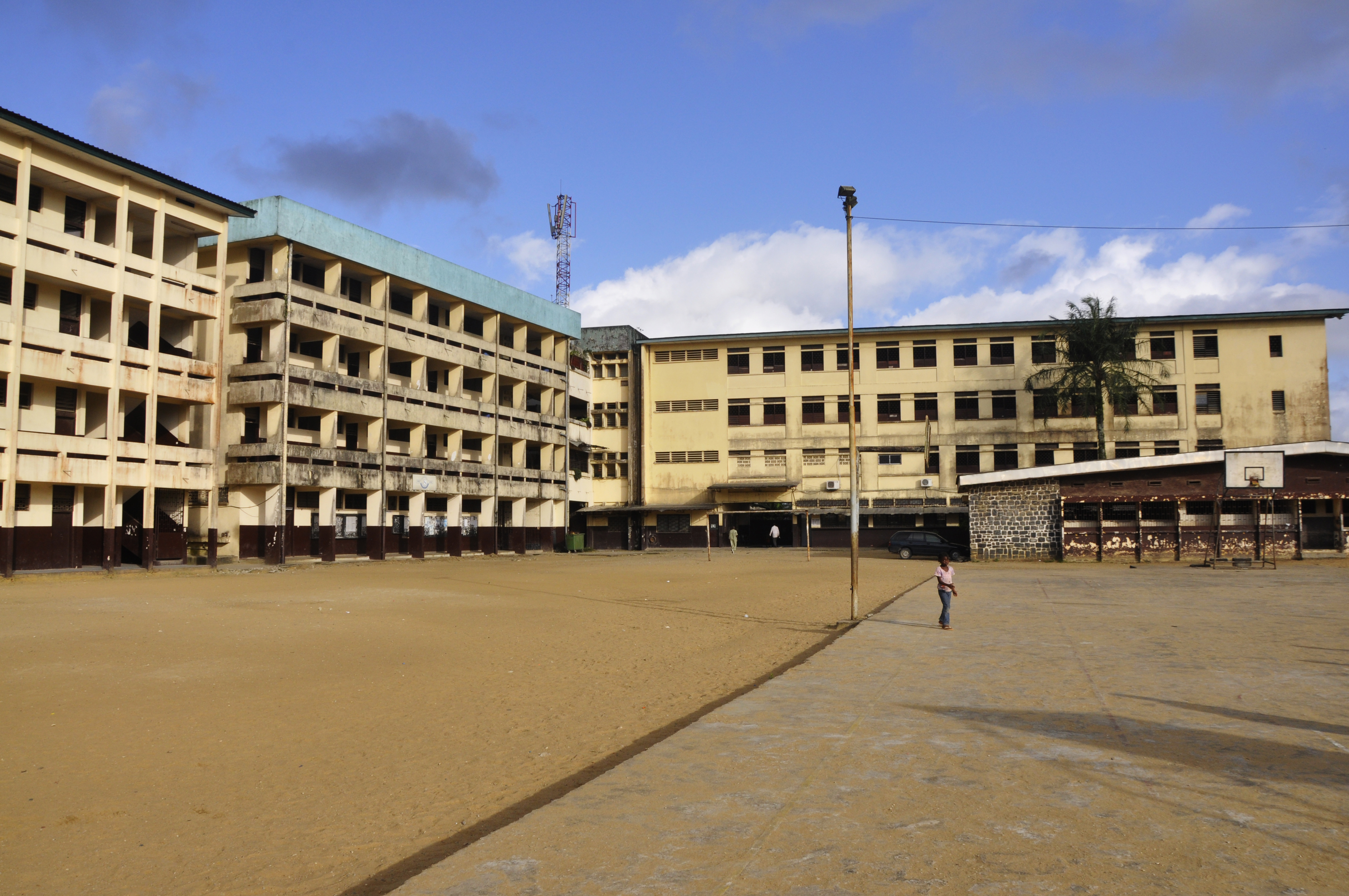
Alfred Saker College, Douala

Tegen het einde van de jaren 70 van de 19e eeuw stopte Saker met zijn werk en keerde terug naar zijn geboorteland, waar hij in 1880 overleed. De geschiedenis van Alfred Saker laat een minder zwart-wit plaatje zien dan het gedenkteken in Limbé.